# Bultaco Mercurio
La Bultaco Mercurio fou un model de motocicleta de turisme fabricat per Bultaco entre 1961 i 1986. Al llarg de la seva vida comercial se'n produïren diverses versions en cilindrades variades (des de 125 fins a 200 cc), totes elles amb les mateixes característiques generals: motor de dos temps monocilíndric refrigerat per aire, bastidor de simple bressol, frens de tambor i amortidors de forquilla convencional davant i telescòpics darrere. Durant anys, se li introduïren constants millores en els acabats, com ara la caixa d'eines carenada i petites modificacions en el grup termo-dinàmic.
Destinada a un públic majoritari, la Mercurio fou un dels models amb més continuïtat de la marca (es mantingué en producció fins i tot després del tancament de l'empresa, en aquest cas de forma artesanal), ja que basava el seu èxit comercial en dos factors clau: era econòmica i duradora. Contràriament a altres models de Bultaco (tipus Tralla o Metralla) no era una motocicleta potent ni esportiva, però la seva gran facilitat de manteniment i el fet de ser considerada pràcticament indestructible la feren assolir altes cotes de vendes. Més tard, Bultaco aplicà la mateixa filosofia de producte en altres models, entre ells la Saturno i la Senior, però la Mercurio ha passat a la història com la moto més popular de la marca (a la seva època, fou qualificada sovint com a «la moto del poble»).

## Història

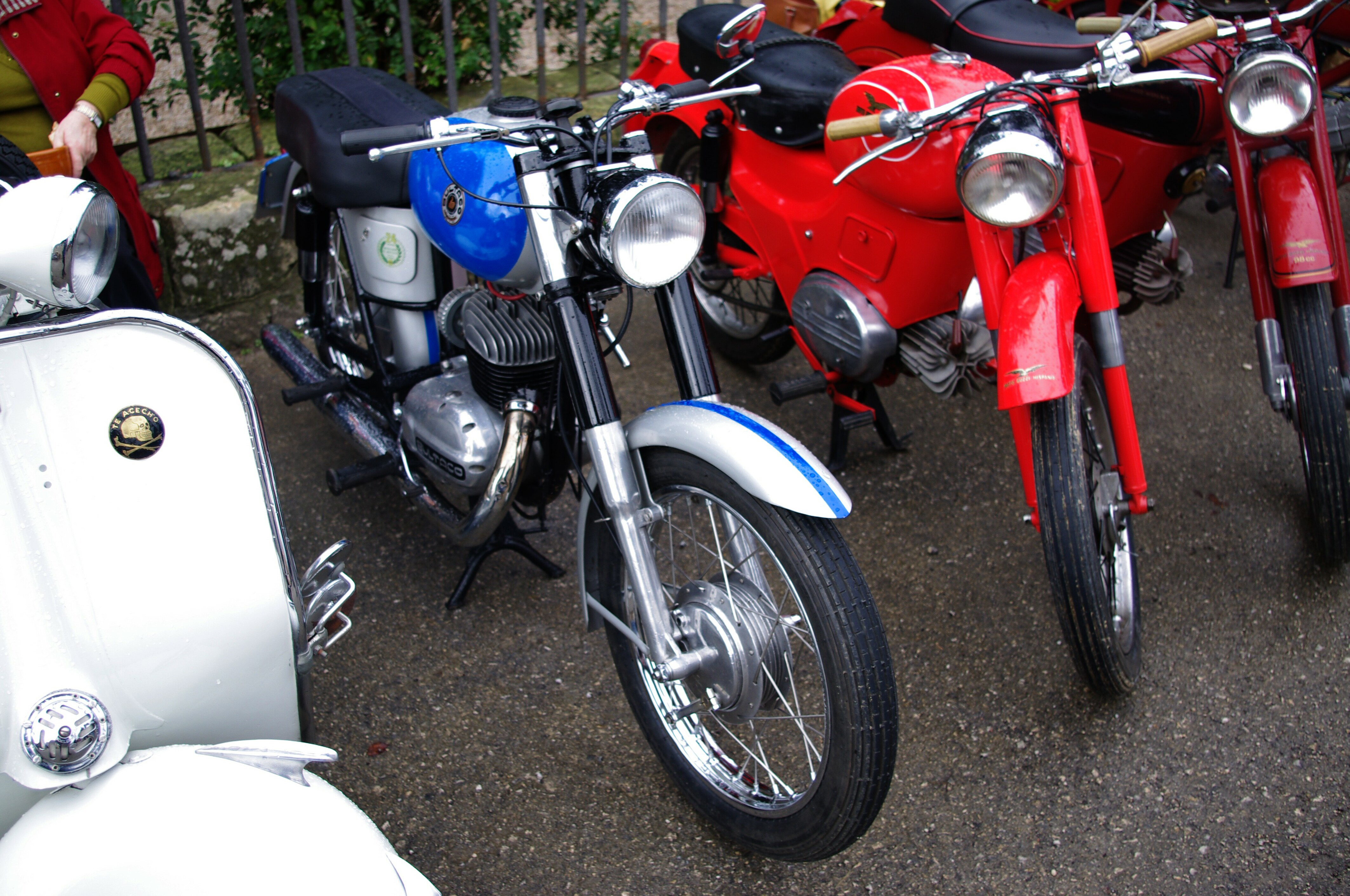
En blau: Mercurio 125 de 1960

Bultaco començà la seva activitat el 1959 tot fabricant una moto eminentment esportiva, la Tralla 101, model al qual se li augmentà la cilindrada i se li suavitzà la resposta del motor el 1960 per a donar lloc a la Bultaco 155. Tot i que aquest nou model, més "utilitari", anava destinat a un públic més ampli, seguia essent car per a les classes populars. Paco Bultó, fundador i amo de Bultaco, decidí aleshores d'oferir una moto a l'abast de tothom i ideà la primera Mercurio 125, presentada el desembre de 1960 i comercialitzada a partir de gener de 1961. Es tractava d'un model econòmic (sortí a la venda al preu de 18.500 pts de l'època, uns 111 euros al canvi), en el qual els acabats eren els mínims imprescindibles: no se li havien polit ni els càrters, ni els frens ni el tub d'escapament, el qual anava pintat de negre. Amb un motor que lliurava 9 CV a 5.000 rpm, la seva velocitat màxima era de 85-90 km/h.
Tot i tractar-se d'una moto barata i senzilla, quasi "espartana", la Mercurio 125 oferia qualitat i robustesa. El desembre de 1960, un mes abans del seu llançament, es realitzà una acció publicitària pensada per a demostrar-ne la fiabilitat: amb l'objectiu de recaptar fons per als damnificats al terratrèmol de Xile d'aquell any, una unitat de pre-sèrie circulà durant 11 dies seguits, sense parar el motor, recorrent 14.000 km per la península Ibèrica (48 províncies espanyoles entre l'11 i el 21 de desembre). Diversos pilots oficials de Bultaco es turnaren als comandaments de la moto, entre ells John Grace, Marcel Cama, Ricardo Quintanilla, Bambi i Rivadulla.
La gestació de la futura Mercurio 155, el model següent de la gamma, començà el mateix 1960 amb el llançament de la Bultaco 155. En aquell moment, Bultaco creà de fet tres nous motors: el de 153,16 cc que equipava la 155, un de 174,77 cc ("175") i un altre de 196,04 cc ("200"). Ja aleshores es decidí que la futura Mercurio hauria d'incorporar el motor de 153,16 cc al mateix bastidor de la 125. El primer prototip es va muntar poc abans de 1963 per tal de poder-li fer les fotografies que il·lustrarien el calendari anual i els catàlegs de Bultaco per a aquell any. Era idèntic estèticament a la Mercurio 125, tret del motor i el tub escapament adoptats de la Bultaco 155. Finalment, el març de 1963 es posà a la venda la nova Mercurio 155, identificada internament com a "Model 9". Poc després de presentar-se (quan ja se n'havien venut algunes unitats), es decidí millorar-ne una mica els acabats i se li poliren totes les parts metàl·liques inclosos els rodets de les rodes, se li canvià la caixa d'eines per una de mes grossa i el manillar de tub per un de xapa en color gris. La Mercurio 155 fou el primer veritable èxit de vendes de Bultaco.

### Les Campera

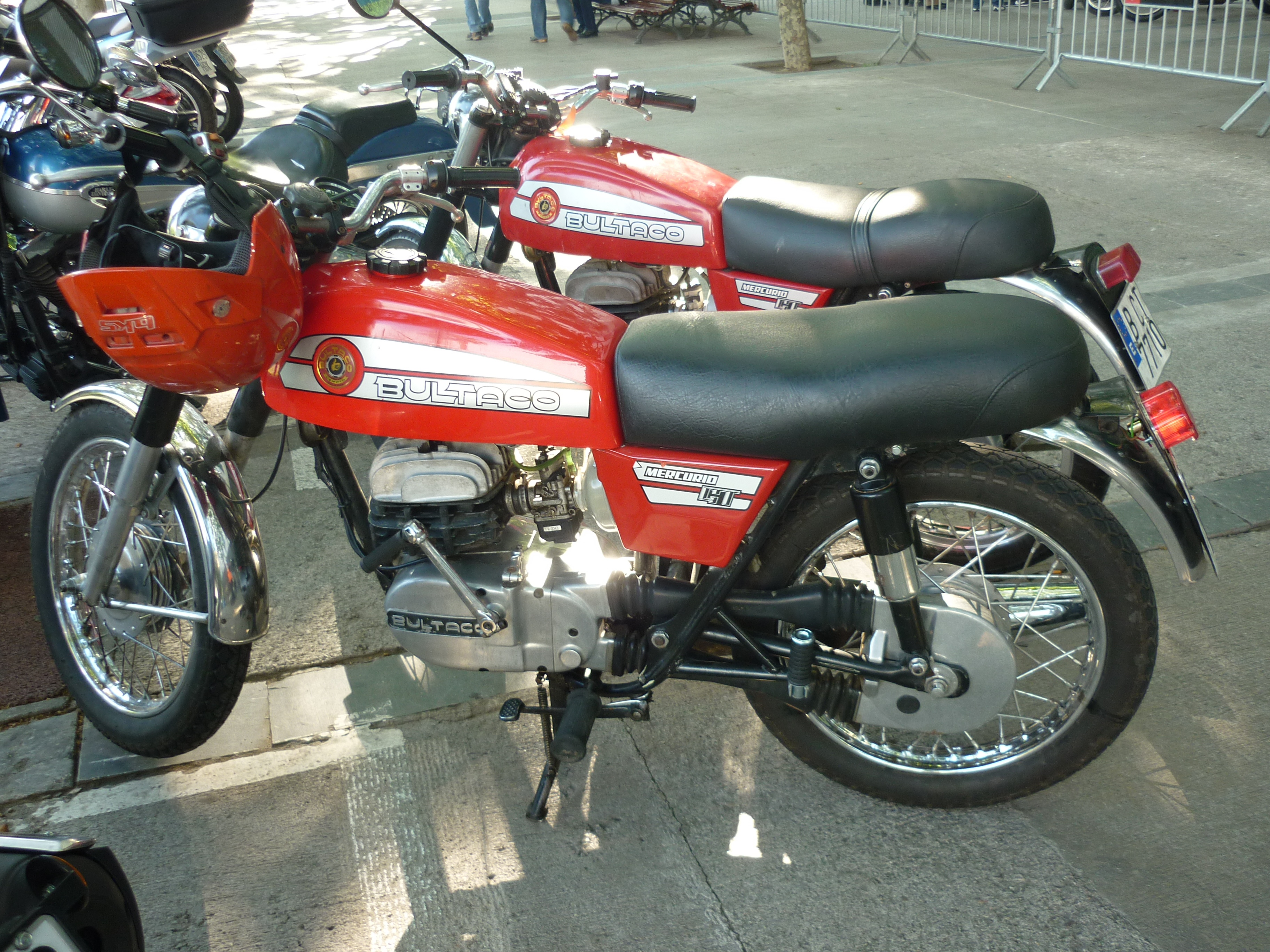
Dues Mercurio 175 GT de 1976

El mateix any del llançament de la Mercurio 125, 1961, Bultaco en comercialitzà una adaptació rural anomenada Campera 125. Era bàsicament igual però amb petits canvis com ara el tub d'escapament aixecat (passava sota el seient), el manillar ample i el dipòsit d'onze litres (pels dotze de la Mercurio); de fet, era tan semblant que se li assignà un identificador de model dependent (la Mercurio 125 era el Model 7 i la Campera, el 7-1) i es comptabilitzaren les unitats fabricades de tots dos models com un de sol. Les Campera eren motocicletes molt bàsiques perquè la majoria de les fabricades anaven destinades a organismes oficials (per a guardes forestals, treballadors d'embassaments, etc.) i, per tant, calia presentar ofertes molt econòmiques als concursos públics en què es decidia el proveïdor de la nova remesa de motocicletes.

### Les darreres Mercurio
La primavera de 1976, problemes interns de l'empresa varen fer que Bultaco no pogués treure al mercat les grans novetats que s'esperaven al Saló de l'Automòbil de Barcelona aquell any. L'única fou justament la Mercurio 175 GT. Poc després, la marca va anunciar el final de la Mercurio i el llançament de dues noves motos de carretera: la Streaker i la Metralla GTS de 6 velocitats, però la subsegüent crisi de l'empresa va fer que la Mercurio no s'acabés discontinuant. El 1980, superada la fase de col·lapse, es reprengué la producció amb el que es va poder i es fabricaren només els models Sherpa T, Frontera, Chispa, Metralla, Alpina, Streaker i Mercurio 175 GT. D'aquests, només la Mercurio i algun altre se seguiren fabricant fins al final de l'empresa, precipitat pocs anys després.

## Versions

### Llista de versions produïdes
| Id. Model | Nom             | Versió              | Cilindrada | Anys                 | Núm. Sèrie                | Pintura dipòsit                        |
| --------- | --------------- | ------------------- | ---------- | -------------------- | ------------------------- | -------------------------------------- |
| 7         | Mercurio 125    |                     | 125        | 1961 - 1966          | 700.001 a 709.177         | Blau cel i argentat                    |
|           |                 |                     |            |                      |                           |                                        |
| 9         | Mercurio 155    |                     | 155        | 1963 - 1966          | 900.001 a 921.899         | Blau marí i argentat                   |
|           |                 |                     |            |                      |                           |                                        |
| 13        | Mercurio 175    | USA                 | 175        | Novembre 1965 - ?    | 13.000.01 a 13.013.28     | Blau marí i argentat                   |
| 13-N      | Mercurio 175    | Nacional            | 175        | Novembre 1965 - ?    | 13.000.01 a 13.013.28     | Blau marí i argentat                   |
|           |                 |                     |            |                      |                           |                                        |
| 15        | Mercurio 150    | Motor San Antonio 2 | 150        | -                    | Model no fabricat         | ?                                      |
|           |                 |                     |            |                      |                           |                                        |
| 22        | Mercurio 155    | 147cc               | 155        | Febrer 1966 - 1974   | 22.000.001 a 22.015.515   | Blau marí i argentat (caixa protegida) |
| 4T-22     | Mercurio 155    | 147cc               | 155        | 1966 - 1974          |                           | Blau marí i argentat (caixa protegida) |
| 5T-22     | Mercurio 155    | Irlanda             | 155        | ?                    |                           | ?                                      |
| 22-1      | Mercurio 175    |                     | 175        | 1966 - 1974          | -                         | Vermell i argentat (caixa protegida)   |
|           |                 |                     |            |                      |                           |                                        |
| 35        | Mercurio 200    | USA                 | 200        | Gener 1967 - 1968    | 35.000.001 a 35.001.014   | Vermell amb franja inferior argentada  |
|           |                 |                     |            |                      |                           |                                        |
| 139       | Mercurio 155 GT |                     | 155        | Setembre 1974 - 1976 | 139.000.001 a 139.001.051 | Carbassa i negre                       |
|           |                 |                     |            |                      |                           |                                        |
| 175       | Mercurio 175 GT |                     | 175        | 1976 - 1986          | 175.000.001 a 175.002.450 | Vermell amb doble franja argentada     |
| 1T-175    | Mercurio 175 GT | Ayuntamiento        | 175        | -                    | -                         | Vermell amb doble franja argentada     |

Notes
1. ↑  Presentada el desembre de 1960 i comercialitzada d'ençà de gener de 1961
2. ↑  Inclou les Campera 125
3. ↑  Inclou les Campera 155
4. ↑  Sovint anomenada 175A, o també model 13-A
5. ↑  1966 - 1974 segons algunes fonts[9]
6. ↑  Sovint anomenada 200A
7. ↑  Febrer de 1966 segons unes altres fonts.[3]

### 125
Els únics elements de xapa cromada que duia la Mercurio 125 eren les llandes de les rodes, el colze del tub d'escapament, els embellidors dels amortidors posteriors i la vora del far -la següent sèrie fabricada, però, ja duia els càrters i tambors de fre cromats. El fet de dur els càrters sense polir, tot i ser poc vistós, beneficiava la potència del motor en permetre que es refrigerés millor tot el conjunt. Tot i tenir el mateix bastidor que la Tralla 101, la Mercurio era una moto de poca alçada a causa de les rodes de 17" que duia per tal d'abaratir el producte (així, cada roda duia només 28 radis, pels 32 dels altres models). El carburador era un Zenith de 18 mm de difusor, suficient i de poc consum.
Fitxa tècnica
| Bultaco Mercurio 125 | Bultaco Mercurio 125       | Bultaco Mercurio 125 |
| --- | -------------------------- | -------------------- |
| Id. Model | 7                          |                      |
| Núm. Sèrie | 700.001 - 709.177          |                      |
| Anys | 1960 - 1966                |                      |
| CC | 124,98                     |                      |
| Diàmetre x Carrera | 51,5 x 60 mm               |                      |
| Compressió | 9:1                        |                      |
| CV | 9 a 5.000 rpm              |                      |
| Carburador | Zenith 18 mm               |                      |
| Canvi | 4 velocitats               |                      |
| Pneumàtic davant | 3,00 x 17"                 |                      |
| Pneumàtic darrera | 3,00 x 17"                 |                      |
| Frens davant | 140 x 30 mm                |                      |
| Frens darrera | 140 x 30 mm                |                      |
| Pes en sec | 83 kg                      |                      |
| Dipòsit | Blau cel i argentat (12 l) |                      |
| \| • Altres \| \| ------------------------------------------------------------------------------------------------------------------------------------------------------------------------------------------------------------------------- \| \| - Encesa: Volant magnètic FEMSA VAR 125-2 - Longitud total: 1.888 mm - Distància entre eixos: 1.250 mm - Alçada selló: 758 mm - Manillar (ample x alt): 560 x 878 mm - Velocitat màxima: 90 km/h - Consum: 2,7 l x 100 km \| |                            |                      |
| • Altres |                            |                      |
| - Encesa: Volant magnètic FEMSA VAR 125-2 - Longitud total: 1.888 mm - Distància entre eixos: 1.250 mm - Alçada selló: 758 mm - Manillar (ample x alt): 560 x 878 mm - Velocitat màxima: 90 km/h - Consum: 2,7 l x 100 km |                            |                      |

Notes
1. ↑  Inclou les Campera 125
2. ↑  Presentada el desembre de 1960 i comercialitzada d'ençà de gener de 1961

### 155 Mod. 9
Fitxa tècnica
| Bultaco Mercurio 155 | Bultaco Mercurio 155        | Bultaco Mercurio 155 |
| --- | --------------------------- | -------------------- |
| Id. Model | 9                           |                      |
| Núm. Sèrie | 900.001 a 921.899           |                      |
| Anys | 1963 - 1966                 |                      |
| CC | 153,1                       |                      |
| Diàmetre x Carrera | 57 x 60 mm                  |                      |
| Compressió | 8:1                         |                      |
| CV | 11,6 a 5.500 rpm            |                      |
| Carburador | Zenith MX 20 mm             |                      |
| Canvi | 4 velocitats                |                      |
| Pneumàtic davant | 3,00 x 17"                  |                      |
| Pneumàtic darrera | 3,00 x 17"                  |                      |
| Frens davant | 140 x 30 mm                 |                      |
| Frens darrera | 140 x 30 mm                 |                      |
| Pes en sec | 87 kg                       |                      |
| Dipòsit | Blau marí i argentat (12 l) |                      |
| \| • Altres[14] \| \| ----------------------------------------------------------------------------------------------------------------------------------------------------------------------------------------------------------------------- \| \| - Encesa: Plat magnètic FEMSA VAR 125-4 - Longitud total: 1.915 mm - Distància entre eixos: 1.270 mm - Alçada selló: 760 mm - Manillar (ample x alt): 600 x 890 mm - Velocitat màxima: 90 km/h - Consum: 2,9 l x 100 km \| |                             |                      |
| • Altres |                             |                      |
| - Encesa: Plat magnètic FEMSA VAR 125-4 - Longitud total: 1.915 mm - Distància entre eixos: 1.270 mm - Alçada selló: 760 mm - Manillar (ample x alt): 600 x 890 mm - Velocitat màxima: 90 km/h - Consum: 2,9 l x 100 km |                             |                      |

Notes
1. ↑  Inclou les Campera 155
2. ↑  93 kg segons unes altres fonts.[14]

### 175
La Mercurio 175 era un model destinat quasi en exclusiva al mercat dels EUA. El 1966 se'n llançà una versió a l'estat espanyol, amb estètica diferent, que es comercialitzà amb un altre nom de model, concretament Senior 200.
Fitxa tècnica
| Bultaco Mercurio 175 | Bultaco Mercurio 175        |
| --- | --------------------------- |
| Id. Model | 13: USA 13-N: Nacional      |
| Núm. Sèrie | 13.000.01 - 13.013.28       |
| Anys | 1965 - ?                    |
| CC | 174,773                     |
| Diàmetre x Carrera | 60,9 x 60 mm                |
| Compressió | 8:1                         |
| CV | 13,3 a 6.500 rpm            |
| Carburador | Zenith 22 mm                |
| Canvi | 4 velocitats                |
| Pneumàtic davant | 3,00 x 17"                  |
| Pneumàtic darrera | 3,00 x 17"                  |
| Frens davant | 140 x 30 mm                 |
| Frens darrera | 140 x 30 mm                 |
| Pes en sec | 87 kg                       |
| Dipòsit | Blau marí i argentat (12 l) |
| \| • Altres \| \| ------------------------------------------------------------------------------------------------------------------------------------------------------------------------------------------------------------------ \| \| - Encesa: Plat magnètic FEMSA VAR - Longitud total: 1.915 mm - Distància entre eixos: 1.270 mm - Alçada selló: 760 mm - Manillar (ample x alt): 700 x 900 mm - Velocitat màxima: 100 km/h - Consum: 2,9 l x 100 km \| |                             |
| • Altres |                             |
| - Encesa: Plat magnètic FEMSA VAR - Longitud total: 1.915 mm - Distància entre eixos: 1.270 mm - Alçada selló: 760 mm - Manillar (ample x alt): 700 x 900 mm - Velocitat màxima: 100 km/h - Consum: 2,9 l x 100 km |                             |

Notes
1. ↑  El model 13 apareix documentat també com a 13-A
2. ↑  1966 - 1974 segons algunes fonts[9]

### 155/175 Mod. 22
El model 22 es distingia visualment dels anteriors pel fet de dur la caixa d'eines protegida, amb una mena de carenat que anava del selló al càrter. A més a més, la versió 155 muntava un nou motor de 147,78 cc que substituïa l'anterior de 153,1.
| • Altres                                                                                     |
| -------------------------------------------------------------------------------------------- |
| - Encesa: Plat magnètic FEMSA VAR 41-11 - Velocitat màxima: 90 km/h - Consum: 2,9 l x 100 km |

| • Altres |
| --- |
| - Longitud total: 1.915 mm - Distància entre eixos: 1.270 mm - Velocitat màxima: 105 km/h - Consum: 2,9 l x 100 km |

1. ↑  Els models 4T-22 ("147cc") i 5T-22 ("Irlanda") eren variacions del principal.

### 200
De la Mercurio 200 se'n derivà un model destinat en exclusiva al mercat dels EUA, la El Tigre, que es comercialitzà fins al 1968.
Fitxa tècnica
| Bultaco Mercurio 200 USA | Bultaco Mercurio 200 USA                     |
| --- | -------------------------------------------- |
| Id. Model | 35                                           |
| Núm. Sèrie | 35.000.001 - 35.001.014                      |
| Anys | 1967 - 1968                                  |
| CC | 196,04                                       |
| Diàmetre x Carrera | 64,5 x 60 mm                                 |
| Compressió | 10:1                                         |
| CV | 20,2 HP a 7.000 rpm                          |
| Carburador | Amal 376/25 mm                               |
| Canvi | 4 velocitats                                 |
| Pneumàtic davant | 2,75 x 18"                                   |
| Pneumàtic darrera | 3,00 x 18"                                   |
| Frens davant | 160 x 35 mm                                  |
| Frens darrera | 140 x 40 mm                                  |
| Pes en sec | 95 kg                                        |
| Dipòsit | Vermell amb franja inferior argentada (13 l) |
| \| • Altres \| \| ------------------------------------------------------------------------------------------------------------------------- \| \| - Distància entre eixos: 1.270 mm - Alçada selló: 774 mm - Manillar (ample x alt): 698 x 958 - Velocitat màxima: 128 km/h \| |                                              |
| • Altres |                                              |
| - Distància entre eixos: 1.270 mm - Alçada selló: 774 mm - Manillar (ample x alt): 698 x 958 - Velocitat màxima: 128 km/h |                                              |

1. ↑  Febrer de 1966 segons unes altres fonts.[3]

### 155 GT
La Mercurio 155 GT incorporava per primer cop en aquest model una caixa de canvis de 5 velocitats. L'estètica es remodelà totalment i ara el color predominant passà a ser el carbassa.
Fitxa tècnica
| Bultaco Mercurio 155 GT | Bultaco Mercurio 155 GT   |
| --- | ------------------------- |
| Id. Model | 139                       |
| Núm. Sèrie | 139.000.001 - 139.001.051 |
| Anys | 1974 - 1976               |
| CC | 147,77                    |
| Diàmetre x Carrera | 56 x 60 mm                |
| Compressió | 7,7:1                     |
| CV | 8,05 a 5.500 rpm          |
| Carburador | Zenith 20 MXF             |
| Canvi | 5 velocitats              |
| Pneumàtic davant | 3,00 x 17"                |
| Pneumàtic darrera | 3,00 x 17"                |
| Frens davant | 140 x 30 mm               |
| Frens darrera | 140 x 30 mm               |
| Pes en sec | 95 kg                     |
| Dipòsit | Carbassa i negre (12 l)   |
| \| • Altres \| \| --------------------------------------------------------------------------------------------------------------------------------------------------------------------------------------------- \| \| - Encesa: Magneto alternador a volant - Longitud total: 1.915 mm - Distància entre eixos: 1.270 mm - Alçada selló: 760 mm - Manillar (ample x alt): 600 x 890 mm - Velocitat màxima: 100 km/h \| |                           |
| • Altres |                           |
| - Encesa: Magneto alternador a volant - Longitud total: 1.915 mm - Distància entre eixos: 1.270 mm - Alçada selló: 760 mm - Manillar (ample x alt): 600 x 890 mm - Velocitat màxima: 100 km/h |                           |

### 175 GT
La nova Mercurio 175 GT incorporava un nou motor de 176,21 cc que substituïa l'anterior de 174,77.
Fitxa tècnica
| Bultaco Mercurio 175 GT | Bultaco Mercurio 175 GT                     | Bultaco Mercurio 175 GT |
| --- | ------------------------------------------- | ----------------------- |
| Id. Model | 175                                         |                         |
| Núm. Sèrie | 175.000.001 - 175.002.450                   |                         |
| Anys | 1976 - 1986                                 |                         |
| CC | 176,21                                      |                         |
| Diàmetre x Carrera | 61,5 x 60 mm                                |                         |
| Compressió | 7,5:1                                       |                         |
| CV | 12,49 a 6.000 rpm                           |                         |
| Carburador | Zenith 22 MX                                |                         |
| Canvi | 5 velocitats                                |                         |
| Pneumàtic davant | 3,00 x 17"                                  |                         |
| Pneumàtic darrera | 3,00 x 17"                                  |                         |
| Frens davant | 140 x 30 mm                                 |                         |
| Frens darrera | 140 x 30 mm                                 |                         |
| Pes en sec | 95 kg                                       |                         |
| Dipòsit | Vermell amb doble franja argentada (11,5 l) |                         |
| \| • Altres \| \| --------------------------------------------------------------------------------------------------------------------------------------------------------------------------------------------- \| \| - Encesa: Magneto alternador a volant - Longitud total: 1.912 mm - Distància entre eixos: 1.264 mm - Alçada selló: 755 mm - Manillar (ample x alt): 660 x 935 mm - Velocitat màxima: 112 km/h \| |                                             |                         |
| • Altres |                                             |                         |
| - Encesa: Magneto alternador a volant - Longitud total: 1.912 mm - Distància entre eixos: 1.264 mm - Alçada selló: 755 mm - Manillar (ample x alt): 660 x 935 mm - Velocitat màxima: 112 km/h |                                             |                         |

1. ↑  Model 1T-175 per a la versió "Ayuntamiento"